# Ct-vrijednost
U molekularnoj biologiji, vrijednost Ct ( engl. cycle treshold, skraćeno Ct ) je broj ciklusa u lančanoj reakciji plimerazom u stvarnom vremenu koji su potrebni da se postigne prethodno definirana granična vrijednost u mjernom signalu (npr. fluorescentni signal) umnožene DNK. Što je više DNK (RNK) već bilo prisutno u otopini uzorka prije PCR-a, to je manje ciklusa amplifikacije potrebno da se postigne odgovarajuća vrijednost praga. Pod nepromjenjivim reakcijskim uvjetima, ova vrijednost omogućuje izračun količine početno prisutne DNK ili RNK, zbog čega se koristi za kvantifikaciju odgovarajućih koncentracija. U studijama ekspresije gena, broj kopija može se mjeriti u apsolutnom ili relativnom smislu u odnosu na referentni kontrolni gen.
Nepromjenjivost uvjeta reakcije prisutna je samo u idealnom slučaju i općenito ovisi o različitim vanjskim čimbenicima (npr. učinkovitost reakcije, učinkovitost cijepanja ili hibridizacije, osjetljivost odgovarajućeg testa). Čak i mala odstupanja u učinkovitosti PCR-a mogu snažno utjecati na rezultat.